# روضه ابا الحیران
روضه ابا الحیران (عربی: روضة أبا الحيران) یک منطقهٔ مسکونی در قطر است که در شهرداری الریان واقع شده‌است.